# Dubravka Gall
Dubravka Gall Oreščanin (Pakrac, 8. lipnja 1930. – Zagreb, 16. listopada 2008.) je hrvatska kazališna, filmska i televizijska glumica.

## Životopis
Nakon školovanja u Zemaljskoj glumačkoj školi u Zagrebu,  nastupa u brojnim filmskim i kazališnim ulogama. Od šesdesetih godina prošlog stoljeća, stalna članica drame Hrvatskog narodnog Kazališta u Zagrebu, gdje je radila do svog umirovljenja.

## Filmografija

### Filmske uloge
- "Zastava" (1949.)
- "Zle pare" kao Dejzi (1956.)
- "U mreži" kao Mala (1956.)
- "Tri Ane" kao Ana (1959.)
- "Pokojnik" (1961.)
- "Pustolov pred vratima" kao gošća na zabavi (1961.)
- "Pet minuta raja" kao Greta (1962.)
- "Sjenka slave" kao Marija (1962.)
- "Autobiografija utopljenice" (1964.)
- "Za njegovo dobro" (1968.)
- "Donator" kao Marie Yvette (1969.)
- "Balade Petrice Kerempuha" (1971.)
- "Deps" (1974.)
- "Špijunska veza" (1980.)
- "Donator" kao Marie Yvette (1989.)

### Televizijske uloge
- "Maratonci" (1968.)

### Kazališne uloge
- Ujak Vanja (1947.), A. P. Čehov, Zemaljska glumačka škola, Zagreb, uloga Sonje
- Nevidljiva kapija (1957.), Oto Bihalji Merin, HNK Zagreb, redatelj: Dino Radivojević, uloga Sofije
- Leda (1959.), Miroslav Krleža, HNK Zagreb, reditelj i scenograf: Bojan Stupica
- Mećava (1965.), Pero Budak, HNK Zagreb, redatelj: Ljudevit Galic, uloga Marte
- Kiklop (1977.), Ranko Marinković, HNK Zagreb, redatelj: Kosta Spaić, uloga Elze

## Vanjske poveznice
- Dubravka Gall u internetskoj bazi filmova IMDb-u (engl.)